# Awa Ouattara
Awa Ouattara (22 de abril de 1993) es una deportista marfileña que compite en taekwondo. Ganó tres medallas de bronce en el Campeonato Africano de Taekwondo entre los años 2012 y 2016.

## Palmarés internacional
| Campeonato Africano | Campeonato Africano       | Campeonato Africano | Campeonato Africano |
| Año                 | Lugar                     | Medalla             | Categoría           |
| ------------------- | ------------------------- | ------------------- | ------------------- |
| 2012                | Antananarivo (Madagascar) | Medalla de bronce   | –53 kg              |
| 2014                | Túnez (Túnez)             | Medalla de bronce   | –53 kg              |
| 2016                | Puerto Saíd (Egipto)      | Medalla de bronce   | –53 kg              |